# 辻説法

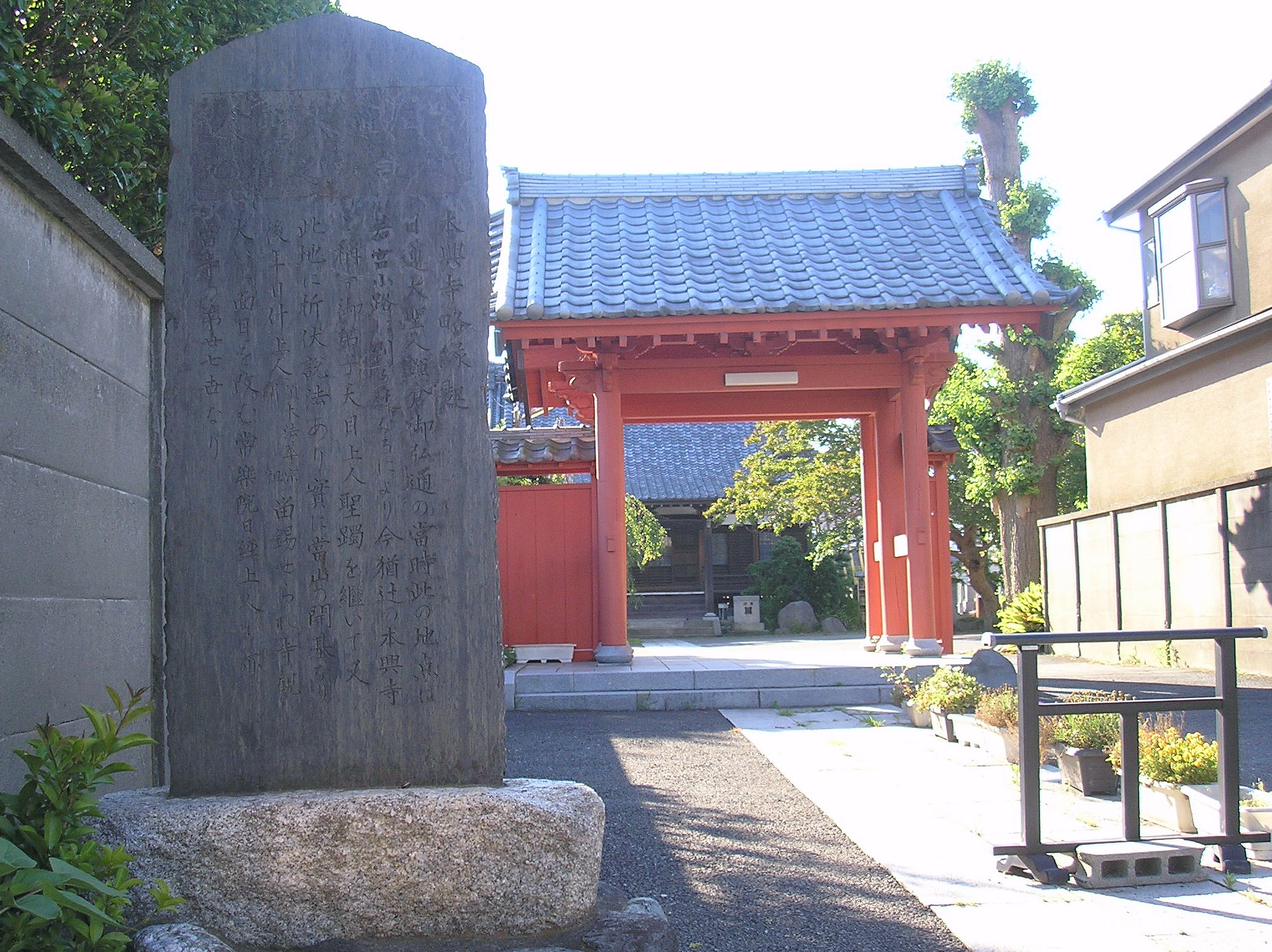
辻の本興寺門前の辻説法跡記念碑（大町2丁目）

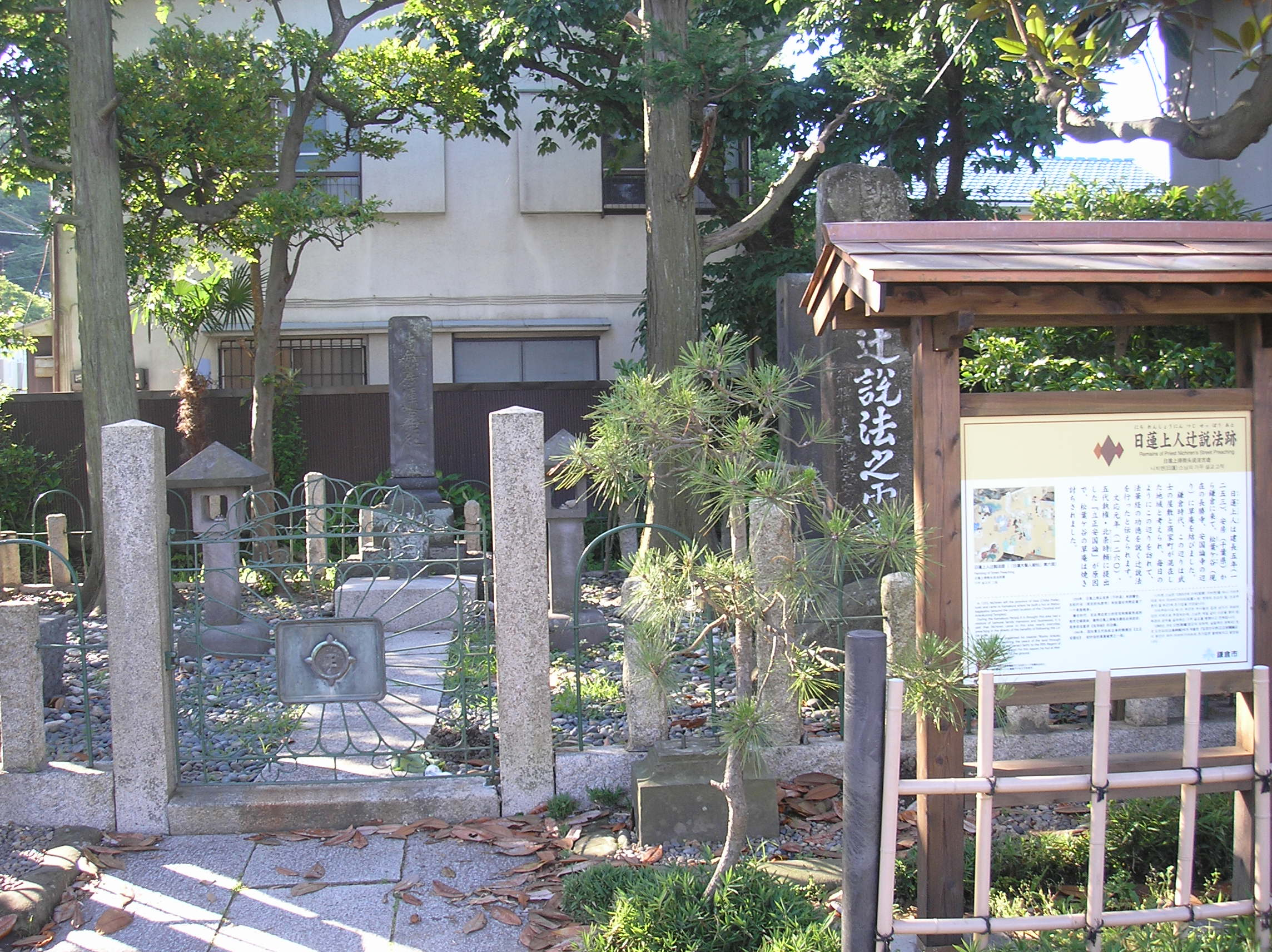
辻説法跡記念碑(小町2丁目)

辻説法（つじせっぽう）とは、本来の意味において、人が大勢集まる町角や道端、寺社の境内などで行ったもので、辻能、辻放下、辻狂言、辻談義、辻咄、辻講釈、軽口物真似などがある。街頭で行われる政治活動等の演説についても、今日では辻説法と呼ばれる。

## 概要
ヨーロッパの古代では、ソクラテスが体育館への行き帰りの若者を掴まえて議論したのは有名ではあるが、日本では古代･中世には「辻説法」の語はみられない。僧侶の伝記絵巻などにも屋内説法の図はみられるが、屋外説法の図はない。
近世になると、『信長公記』や仮名草子、さらに近松門左衛門の作品などに辻談義、辻談義僧があらわれる。これらは道行く人に説法して金銭をうけており、芸能化の傾向を示している。講釈場や寄席の値段が、36文若しくは48文であったのに対し、辻で行う講釈などは値段が定まっておらず、聴衆は持ち合わせの小銭を払うことで気軽に聞くことができたが、タダ聞きをしようとすると「そこなお方」と、張り扇を差されて唸られることもあった。
日蓮の辻説法は著名であり、神奈川県鎌倉市の小町大路(小路)の2箇所に、辻説法跡の記念碑が建てられている（大町の本興寺門前、及び小町2丁目）が、その事実は確認できず、16世紀に作られた日蓮の伝絵にもみられない。